# Alessandra Lanzara
Alessandra Lanzara (...) è una fisica italiana specializzata nel campo della fisica della materia condensata sperimentale.

## Biografia
Lanzara si è laureata in fisica nel 1994, e ha conseguito il dottorato in fisica e scienze dei materiali nel 1999, presso l'Università La Sapienza di Roma. È poi emigrata negli Stati Uniti per un ruolo da post-doc presso la Stanford University. Nel 2002 si è poi trasferita al Dipartimento di Fisica dell'Università della California a Berkeley come assistente professoressa, ed è stata poi promossa professoressa associata nel 2006 e ordinaria nel 2011. È, o è stata, membro di numerosi consigli scientifici facenti capo a varie organizzazioni di ricerca nel mondo, fra cui il CNR italiano.
Nel 2008 è stata eletta fellow dell'American Physical Society e nel 2022 dell'American Academy of Arts and Sciences, nel 2004 aveva ricevuto una Sloan Research Fellowship e nel 2020 le è stato conferito il premio Maria Goeppert Mayer dell'APS.

## Ricerca
Lanzara è conosciuta soprattutto per i suoi contributi allo studio dei materiali quantistici, come superconduttori ad alta temperatura, fasi topologiche della materia e materiali bidimensionali. In particolare è nota per la scoperta del bloccaggio momento angolare orbitale-spin e dell'interazione elettrone-fonone nei superconduttori ad alta temperatura, il controllo ottico di fotocorrenti di spin nei materiali topologici, lo sviluppo di un nuovo metodo di sintesi di grandi wafer di grafene e l'ingegnerizzazione della realizzazione delle sue bande di energia, fondamentale per qualsiasi applicazione elettronica e per lo sviluppo di una strumentazione all'avanguardia per visualizzare lo spin degli elettroni con la massima risoluzione di energia e quantità di moto. È anche cofondatrice di QUAD, un'azienda che si occupa di sistemi di rilevamento quantistici.